# ミア・ハンセン＝ラヴ
ミア・ハンセン＝ラヴ（Mia Hansen-Løve、1981年2月5日 - ）は、フランスの映画監督、脚本家、女優である。

## 経歴
1981年2月5日、パリに生まれる。
1998年、オリヴィエ・アサイヤス監督の『8月の終わり、9月の初め』で女優デビュー。2000年、同監督の『感傷的な運命』に出演する。
2007年、『すべてが許される』で長編映画監督デビュー。2009年、『あの夏の子供たち』を監督する。同作は第62回カンヌ国際映画祭の「ある視点」部門の特別賞を受賞した。2011年、監督作品『グッバイ・ファーストラブ』がロカルノ国際映画祭にて特別賞を受賞した。
2014年、監督作品『EDEN/エデン』がトロント国際映画祭にてプレミア上映される。2016年、イザベル・ユペール主演の『未来よ こんにちは』で、第66回ベルリン国際映画祭の銀熊賞 (監督賞)を受賞した。

## フィルモグラフィー

### 長編映画
- 8月の終わり、9月の初め Fin août, début septembre （1998年） - 出演
- 感傷的な運命 Les Destinées sentimentales （2000年） - 出演
- すべてが許される Tout est pardonné （2007年） - 監督・脚本
- あの夏の子供たち Le Père de mes enfants （2009年） - 監督・脚本
- グッバイ・ファーストラブ Un amour de jeunesse （2011年） - 監督・脚本
- EDEN/エデン Eden （2014年） -  監督・脚本
- 未来よ こんにちは L'Avenir（2016年） -  監督・脚本
- マヤ Maya（2018年） -  監督・脚本
- ベルイマン島にて Bergman island（2020年） -  監督・脚本
- それでも私は生きていく  Un beau matin（2023年）-  監督・脚本

## 受賞
- 2016年 - 第66回ベルリン国際映画祭 - 銀熊賞 (監督賞)（『未来よ こんにちは』）[11]